# Arrest Stolte/Schiphoff
Het arrest Stolte/Schiphoff (HR 11 maart 1977, NJ 1977/521), ook wel Kribbe(n)bijterarrest genoemd, is een arrest van de Nederlandse Hoge Raad waarin werd beslist dat een middellijke vertegenwoordiger die in eigen naam ten behoeve van een opdrachtgever is opgetreden, zelf van de wederpartij vergoeding kan vorderen voor schade door wanprestatie jegens de opdrachtgever.

## Casus
Schiphoff koopt in opdracht van de Duitser Lörsch een paard van Stolte voor ƒ 7600,-. Bij de verkoop garandeert Stolte de afwezigheid van verborgen gebreken aan het paard, waarvan hij weet dat Lörsch het zal gaan trainen en gebruiken voor deelname aan concoursen. Het paard blijkt echter een kribbebijter (paard dat de slechte gewoonte heeft in zijn ruif of kribbe te bijten) te zijn en bovendien te lijden aan een ongeneeslijke onderhuidse rugziekte. Om die reden is het paard eerder verkocht.

## Procesgang
Schiphoff vordert op grond van wanprestatie van Stolte een schadevergoeding van ƒ 10.795,10. De rechtbank wijst de vordering af, op grond van de veronderstelling dat niet Schiphoff, maar Lörsch de koper van het paard was. In hoger beroep wijst het hof de vordering toe. De Hoge Raad verwerpt het cassatieberoep.

## Rechtsvragen en Hoge Raad
Bij de Hoge Raad liggen twee rechtsvragen voor:
1. Is Schiphoff jegens Stolte in eigen naam opgetreden?
2. Zo ja, kan Schiphoff als middellijke vertegenwoordiger vergoeding vorderen voor door zijn opdrachtgever geleden wanprestatie?

Dienaangaande stelt de Hoge Raad:

dat het antwoord op de vraag of iemand jegens een ander bij het sluiten van een overeenkomst in eigen naam – dat wil zeggen als wederpartij van die ander – is opgetreden, afhangt van hetgeen hij en die ander daaromtrent jegens elkaar hebben verklaard en over en weer uit elkaars verklaringen en gedragingen hebben afgeleid en mochten afleiden; dat een bevestigend antwoord op deze vraag, die van feitelijke aard is, niet wordt uitgesloten door de omstandigheid dat die ander wist dat degene met wie hij handelde, dit ten behoeve van een opdrachtgever deed; (...)

dat iemand die in eigen naam maar ten behoeve van een opdrachtgever met een ander een overeenkomst sluit, in beginsel ook in eigen naam ten behoeve van die opdrachtgever de uit die overeenkomst voortvloeiende rechten geldend kan maken;
dat dit met name ook geldt voor een vordering (...) strekkende tot vergoeding van de schade die als gevolg van ontbinding van de overeenkomst wegens wanprestatie aan de zijde van de partij jegens wie de wanprestatie is gepleegd, is geleden;